# F-111 Aardvark
General Dynamics F-111 este un bombardier strategic cu rază de acțiune medie, avion de recunoaștere și avion de luptă multirol, proiectat în anii 1960.
A introdus o serie de inovații tehnice pentru avioanele militare de serie: aripi cu geometrie variabilă, turboventilatoare cu postcombustie, și radar de urmărire a terenului pentru penetrație la joasă altitudine.

## Rosenquists F-111
- James Rosenquist: F-111 , Museum of Modern Art, New York
  - right picture
  - F-111 (1-4)